# 国民議会 (スイス)
国民議会（こくみんぎかい、ドイツ語: Nationalrat, フランス語: Conseil National, イタリア語: Consiglio Nazionale, ロマンシュ語: Cussegl Naziunal）は、スイスの立法府であるスイス連邦議会を構成する議院（下院）である。連邦議会の上院は全州議会である。

## 概要
首都のベルンに位置する連邦院に置かれている。
- 定数 - 200
- 選挙方式 - 政党名簿比例代表
- 議員任期 - 4年